# Otillåtet förfarande med pornografisk bild
Otillåtet förfarande med pornografisk bild är enligt svensk lag ett brott mot allmän ordning som innebär att man på eller vid en allmän plats förevisar pornografiska bilder på ett sådant sätt att det kan väcka allmän anstöt. Även att genom post eller på något annat sätt skicka en sådan bild till någon, utan att vederbörande har beställt det, räknas som otillåtet förfarande med pornografisk bild.
Denna lagstiftning är en sorts skyltningsförbud som infördes 1970. Den var tänkt att begränsa pornografins inverkan på det allmänna rummet, efter att man 1971 genomfört en legalisering av pornografin.
Vad som anses anstötligt kan från tid till annan skilja sig, och hur och var det anses olämpligt att begränsa synligheten för olika sexuella uttryck. Exempelvis hade Kungliga biblioteket länge ett särskilt förfarande vad gäller lån av pornografiska tidningar ur deras arkiv. Detta separata förfarande avskaffades 2022, vilket innebär att normala läsesalslån även kan göras för de här tidningarna.